# هنري أوكسندن
السير هنري أوكسندن (بالإنجليزية: Sir Henry Oxenden؛ 1756–1838) نبيلٌ ومالكُ أراضٍ إنجليزي، وهو البارونيت السابع من أسرة أوكسندن ومالك ضيعة برووم بارك في كنت. شغل لسنواتٍ طويلة منصب مفوض مرفأ دوفر وشارك في أعمال تحسين المرفأ خلال القرن التاسع عشر.

## السيرة والملكية
عقب توريثه اللقب والعقار، أشرف أوكسندن على أعمال عمرانية كبرى في برووم بارك؛ إذ أعاد بعد عام 1803 محاذاة طريق كانتربري–فولكستون إلى شرق البيت والحدائق، ما أتاح تمديد المتنزه شرقًا ضمن برنامج تغييرات شهدته الضيعة في عهده.

## الأدوار العامة
كان أوكسندن من مفوضي مرفأ دوفر خلال القرن التاسع عشر، وتذكر مصادر محلية ورسمية مشاركته في مشروعات تحسينات امتدّت لسنوات، شملت أرصفة وأحواضًا ومنشآت إنشائية مؤثرة في مستقبل الميناء.

## الأسرة والوفاة
تزوّج ماري (ليدي أوكسندن)، ويؤكد نقشٌ تذكاري في كنيسة بارهم أنه «توفّي بسلام في 22 سبتمبر 1838 عن 82 عامًا» ودُفن هناك، وأن زوجته ماري دُفنت في القبو المجاور. ومن أبنائه آشتون أوكسندن (1808–1892) الذي صار لاحقًا أسقف مونتريال في الكنيسة الأنغليكانية.

## الإرث
تحتفظ مجموعة المتحف البريطاني بطباعة مَزّية (Mezzotint) بورتريه لأوكسندن (1839) من صنع جون بورتر بعد لوحة لجيمس غودسل ميدليتون، ما يوفّر شهادة بصرية معاصرة لمظهره ومكانته الاجتماعية.